# Netty Koen-Conrad
Netty Koen-Conrad, pseudoniem van Antoinette Hendrika Koen-Sondaar (Den Haag, 11 december 1917 – Zeist, 15 december 2008), was een Nederlandse schrijfster. Ze schreef onder meer drieëndertig meisjesromans. In een bespreking wordt ze "de grande dame uit een van de bloeiperiodes van het Nederlandse meisjesboek" genoemd.

## Biografie
Koen-Conrad werd geboren als dochter van Hendricus Bartholomeus Sondaar en Josephina Johanna de Kam. Na de scheiding van haar ouders, in 1924, hertrouwde haar moeder met Johan Floris Conrad. Hoewel haar meisjesnaam officieel Sondaar was, zou ze de achternaam van haar stiefvader gebruiken in haar auteursnaam.
Na haar middelbare school volgde ze een cursus journalistiek en publiceerde verhalen in het Letterkundig bijblad van de Haagsche Courant. In 1939 trouwde ze met Hendrik Frederik (Freddy) Koen. Ze schreef tijdens de Tweede Wereldoorlog boeken die pas na de oorlog werden uitgegeven, aangezien ze geen lid wilde worden van de Nederlandsche Kultuurkamer. Al haar boeken zijn ondertekend met ‘Zeist, “Pour Toi”’, de naam van hun woonhuis aan de Charlotte de Bourbonlaan in Zeist.
Koen-Conrad schreef in totaal veertig boeken, waarvan er 38 zijn uitgegeven. Haar werk, vaak geïllustreerd door Hans Borrebach, richtte zich voornamelijk op oudere meisjes en jonge vrouwen. Veel van haar titels verschenen in de M-serie van de Witte Raven pockets. Bekende titels zijn onder andere Cupido speelt kiekeboe, Juup's wilde haren en de Ineke en Anneke-serie. Ook schreef ze in opdracht van een farmaceutisch bedrijf een biografie over Ignaz Semmelweis, die werd verspreid onder verloskundigen in Nederland en België.
Ze was in 1952 medeoprichtster van de Zeister Literaire Kring, waar ze lezingen gaf over auteurs als Sartre, Simone de Beauvoir en Tolstoj. Ze bleef tot op hoge leeftijd actief in de literaire wereld en overleed op 15 december 2008 op 91-jarige leeftijd in Zeist.
Koen-Conrad was lid van de Vereniging van Letterkundigen.
- Digitale Bibliotheek voor de Nederlandse Letteren: koen013
- Nederlandse Thesaurus van Auteursnamen: 06876569X
- Virtual International Authority File: 289701560